# Formula One Group
Il Formula One Group è un gruppo di aziende responsabile della promozione del Campionato mondiale di Formula 1 della FIA e della gestione dei diritti commerciali dello sport. Il gruppo si compone di varie sussidiarie, tra cui la Formula One Management e la Formula One Promotions and Administration. 
È stato fondato il 13 febbraio 1981, numero di registrazione "01545332",  con sede operativa in Gran Bretagna, a Londra  e finanziaria a Jersey. Ha un valore, stimato all'anno 2004, di 39,855 milioni di sterline inglesi. Nel 2005 comprendeva 209 filiali nel mondo. 
Si occupa di organizzare eventi sportivi in arene e stadi, della produzione di filmati e distribuzione video. Dal marzo 2020 pubblica la rivista ufficiale della Formula 1, il Formula One Magazine, e lanciò inoltre nella metà degli anni '90 la televisione digitale sulla F1, chiusa alla fine del 2002 per problemi finanziari.

## Introduzione
Il presidente e amministratore delegato del Formula One Group è Stefano Domenicali, che è succeduto a Chase Carey dal gennaio 2021. Quest’ultimo, dopo l'acquisizione dell'azienda da parte di Liberty Media nel 2017, aveva  sostituito Bernie Ecclestone che aveva sempre mantenuto l'incarico sin dall'inizio dell'esistenza della compagnia nella forma corrente. Per gli osservatori e i media, la compagnia controlla l'organizzazione delle gare sui circuiti di Formula 1, nonché la produzione del filmato ufficiale annuale e delle riprese delle dirette televisive. Anche il contenuto del sito ufficiale della Formula 1 è controllato dalla Formula One Management (FOM). 
La FOM, naturalmente, non ha un suo particolare sito definito. Finanziariamente, la FOM provvede agli investimenti parziali su circuiti e scuderie per portare la Formula 1 a una popolarità in quei paesi che ancora non ospitano una gara o che la detengono da poco tempo. La FOM mantiene i diritti commerciali sui nomi delle scuderie, il logo ufficiale della Formula 1 e tutti i contenuti dei media che riguardano la massima serie automobilistica. La coordinazione degli eventi di gara avviene tramite la Federazione Internazionale dell'Automobile (FIA). Molti contenuti sul sito ufficiale della Formula 1 controllati dalla FOM riguardano i regolamenti delle corse, stabiliti dalla FIA.
FOM ottiene un BAe 146, registrato come G-OFOM, simile alla Formula One Administration (registrata come G-OFOA).

## Storia
Nel 1974 venne fondata la Formula One Constructors Association( FOCA) al fine di incrementare l'organizzazione commerciale della Formula 1 per il beneficio dei team partecipanti. Nel 1978 Bernie Ecclestone entrò nel Consiglio esecutivo della FOCA e iniziò una celebre battaglia con la Fédération Internationale du Sport Automobile (FISA), comandata da Jean-Marie Balestre, su almeno tre questioni: il controllo dei diritti commerciali e dei diritti televisivi, nonché le questioni tecniche. Le dispute raggiunsero punte di asprezza assolute agli inizi di giugno del 1980, con la cancellazione del Gran Premio di Spagna già disputato e dichiarato non valido per il titolo. I contrasti vennero sedati il 5 marzo 1981 a Parigi, con la mediazione determinante di Enzo Ferrari, quasi un mese dopo l'annullamento di un altro Gran Premio, disputato il 7 febbraio in Sudafrica. 
Venne firmato il “Patto della Concordia”, un contratto che dava alla FOCA di Ecclestone i diritti di negoziare i contratti televisivi, spartendo i proventi con tutte le squadre. Fino alla fine della stagione precedente, i contratti TV non erano molto lucrativi ed erano persino rischiosi. L'Eurovisione, che deteneva i diritti delle riprese, a un certo punto fu costretta a rinunciare poiché la televisione tedesca non voleva continuare a finanziare uno sport nel quale non erano impiegati, in quel momento, né costruttori né piloti del suo paese. Quando i termini del primo Patto finirono nel 1987, Bernie Ecclestone cessò di essere un proprietario di scuderia e stabilì la Formula One Promotions and Administration (FOPA), finalizzata all'amministrazione dei diritti televisivi per le scuderie. 

La FOPA più avanti è meglio conosciuta come Formula One Management. La FOPA riceveva il 23% dei proventi TV, il 47% andava alle scuderie, e il 30% alla FIA. La FOPA, naturalmente, riceveva tutti i proventi pagati dai promotori dell'evento. In cambio di questo, la FOPA elargiva premi in denaro ai vari teams.

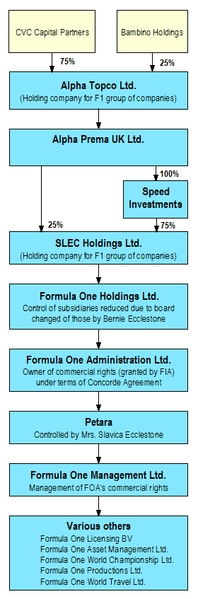
Diagramma raffigurante le complesse attività organizzative e commerciali della Formula 1 nel 2007.

Nel 1995 la FIA decise di estendere i diritti commerciali della Formula 1 alla Formula One Administration (controllata dalla FOM) per un periodo di 14 anni (e dunque fino al 2009). In cambio, Ecclestone provvede a un pagamento annuale. Quando la FOM ottiene i diritti commerciali esclusivi dalle scuderie più popolari (McLaren, Williams e Tyrrell) gli altri team protestarono con decisione minacciando di rigettare il seguente Patto della Concordia da siglare per il 1997. La McLaren, la Williams, la Ferrari e la Renault formarono la GPWC Holdings e iniziarono ad affermare di competere in un campionato diverso dalla F1 a partire dal 2008, prima stagione dopo la scadenza dei contratti. 
Nel 1999 l'assistenza finanziaria alla FOM venne cancellata a causa di un'investigazione ordinata dalla Commissione Europea di Controllo. La mossa di Ecclestone fu quella di assicurare 1.4 milioni di azioni in Eurobond garantendo alla compagnia profitti futuri.
La Formula 1, dal 1981 in poi, ha incrementato l'appeal internazionale del pubblico, e molte corporazioni hanno spinto la serie in un mercato sempre più globale, rivaleggiando soltanto con il Campionato del mondo di calcio e le Olimpiadi. Nei primi mesi del 2004 la FOM provvede a versare alla British Racing Drivers' Club 20 milioni di dollari per lavori da effettuare sul circuito per assicurare lo svolgimento del Gran Premio di Gran Bretagna almeno fino al 2015.

### Ecclestone vende azioni della F1
Dalla fine del 2000 la famiglia di Ecclestone ridusse il possesso del gruppo al 25% del loro fondo personale, denominato Bambino Holdings. Bernie Ecclestone, naturalmente, rimane ancora stretto controllore della FOM.
Tre banche, inoltre (una tedesca, la Bayerische Landesbank, e due americane, la Lehman Brothers e la JP Morgan Chase) acquistano all'inizio del 2005 il 75% della SLEC Holdings, che in quel momento era la holding di controllo principale per tutte le compagnie gestori della F1 (denominata Formula One Group e composta dalla Formula One Holdings, Formula One Administration, la Petara Limited, la stessa FOM e diverse altre). La cordata di banche era sorta a seguito del collasso del Kirch Media Company. Kirch investì ingenti capitali sui diritti della Formula 1 e della Coppa del Mondo – prima dell'avvento di Rupert Murdoch – causando una larga perdita che lo portò naturalmente presto alla bancarotta. Queste banche, attivandosi come creditrici, presero il controllo delle azioni che Kirch deteneva sulla SLEC Holdings come una via di recupero di una parte del denaro che doveva a loro. 

### Acquisizione CVC
Naturalmente questo controllo non poteva essere trasferito attraverso un simile possesso della Formula One Holdings e delle sue compagnie sussidiarie e operative; in particolare la Formula One Management, che fino alla fine del 2005 è stata responsabile del lato commerciale della Formula 1, prima del passaggio alla CVC Capital Partners.
Dopo la presa di possesso della catena di holding le tre banche (riunite con la Speed Investments) instaurarono una causa presso la High Court of England and Wales dove la Formula One Holdings era chiamata a difendersi. Queste sostenevano di avere il diritto di nominare la maggioranza dei membri dei vari consigli di amministrazione, poiché la divisione di competenze tra queste società diverse non era ben chiara e i componenti erano spesso identici. Il caso venne discusso nella londinese High Court of Justice of England and Wales 59 che il 23 marzo 2005 confermò Bernie Ecclestone ancora in pieno possesso della F1, con i suoi alti guadagni annuali, calcolati in centinaia di milioni di dollari, per almeno oltre 20 anni. Si parlò di risoluzione della causa grazie a un accordo extra giudiziario, anche se i termini dell'accordo non sono mai stati ufficialmente divulgati. Per un osservatore esterno questo accordo poteva risultare ampiamente sfavorevole a Ecclestone, ma il suo status di manager ne usciva praticamente intatto. Secondo una dichiarazione di un portavoce delle banche, queste ultime avevano ottenuto il controllo desiderato.
Tale previsione si rivelò fondata nel novembre del 2005, quando la SLEC Holdings viene venduta da Ecclestone tramite le banche riunite nella Speed Investments. Dopo cinque mesi di trattative e controlli, la CVC Capital Partners annuncia nel marzo 2006 il controllo acquisito sui diritti finanziari e commerciali della Formula 1. La Commissione Europea di Controllo approva la complessa transazione finanziaria, a condizione ulteriore che la CVC acquisisca anche il controllo sulla spagnola Dorna Sports, detentrice dei diritti della MotoGP. Ecclestone investirà il capitale rimasto dentro una nuova compagnia da lui fondata, la Alpha Prema, passando alla condizione di socio di minoranza ma restando al comando dei diritti promozionali e organizzativi della massima serie.

### Acquisizione di Liberty
L'attuale proprietario è Liberty Media che nel tardo 2016 aveva concordato nell'assumere il controllo del gruppo per 4.4 miliardi di dollari. L'acquisizione è stata completata il 23 gennaio 2017.
Il Formula One Group è quotato al NASDAQ.

## Premi della FOM
La Formula One Management attribuisce annualmente alcuni premi: il Television Trophy per la miglior produzione televisiva di un gran premio, il Race Promoter's Trophy per la miglior organizzazione di un gp e l'ASN Trophy (chiamato anche Bernie Ecclestone Trophy) per l'automobile club i cui piloti colgono più punti iridati. Il Race Promoter's viene attribuito dal 1975. Dal 2007 vengono attribuiti solo il Race Promoter's e l'ASN Trophy. Il TV Trophy non viene più attribuito in quanto la produzione televisiva viene organizzata dalla stessa FOM.
In precedenza il Race Promoter's Trophy veniva attribuito dalla Formula One Constructors Association (FOCA) col nome di  FOCA Award. Ancora oggi il termine FOCA è iscritto sul trofeo assegnato.